# Нино Д'Анђело
Нино Д'Анђело (рођен 21. јуна 1957) је италијански поп / фолк певач и глумац. Највећу популарност имао је 1970-их и 1980-их када се редовно налазио на врху листе слушаности и гледаности.

## Биографија
Рођен је у сиромашној породици у Сан Пиетру а Патиерно, предграђу Напуља, напустио је школу, радио као продавац сладоледа и повремено певао на венчањима. 
Његов први албум „А сториа миа” („Моја прича”) објављен 1976.публика је примила врло добро, посебно на Сицилији. 1979. године оженио се Анамаријом с којом ће имати два сина. 
Глумачку каријеру је започео као глумац у сценским музичким драмама, жанру родом из Напуља, а касније наставио као биоскопски глумац. Његов први филм, „Ћелебрита” („Позната личност”), објављен је 1981. и један је од пет филмова у којима је глумио, а које је режирао Нини Гарсиа. 1982. године објавио је албум „Ун џинс е уна маљета” („Фармерке и мајица”) и филм са истим насловом, продат је у више од милион примерака, а филм је по заради надмашио и чувени холивудски филм „Флешденс”. Учествовао је на музичком фестивалу „Санремо” 1986. песмом „Ваи” („Иди”). Албум са наведеном песмом „Кантаутор” биће те године бити најпродаванији у Италији. Наступио је у Аустралији, Немачкој, Швајцарској, Сједињеним Државама и Француској - где је дебитовао 15. децембра 1987. у концертној сали Олимпији у Паризу.
1990. године, након смрти родитеља, издао је албум „Тиемпо” („Време”), који је подржао италијански музички критичар Гофредо Фофи.
1997. написао је свој први мјузикл, „Куоре пацо” („Лудо срце”). Исте године био је домаћин емисије „После фестивала”, која се емитовала одмах након сваке вечери музичког фестивала Санремо са познатим комичарем Пиером Киамбретием. Такође је освојио награду Давид Ди Донатело за музику за филм „Тано да морире” („Тано за умрети”). 2000. године такође је режирао, написао и извео музику за Аитаник, пародију на Титаник и глумио заједно са Сабином Беган и Ђакомо Ризом. 
Следеће године такмичио се на фестивалу на Санрему, певајући „Сенца ђака е кравата“ („Без одела и кравате“) и стигао до 8. места. На чувеном фестивалу ће се поново појавити 2002. са песмом „Mari” и 2003. са песмом „А сториа е' несуно ” („Ничија прича”). 2003. године певао је у Брашову, Румунији, и појавио се у филму „Инкантато” („Зачаран”), за који је добио награду „Флаиано” за најбољу споредну улогу. 2008. године глумио је и у филму који је режирао и написао његов син Тони.
Године 2013. био је један од демонстраната, након што је мафија избацила отровни отпад широм земље, укључујући Напуљ.

## Филмографија
- Una notte (2007) regia di Toni D'Angelo
- 4-4-2 - Il gioco più bello del mondo (2006)
- Il cuore altrove (2003)
- Aitanic (2000)
- Vacanze di Natale 2000 (1999)
- Tifosi Film (1999)
- Ama il tuo nemico (1999)
- Paparazzi (1998)
- To Die for Tano (1997)
- Attenti a noi due (1994)
- Fatalità (1991)
- La ragazza del metrò (1988)
- Quel ragazzo della curva B (1987)
- Fotoromanzo (1986)
- Giuro che ti amo (1986)
- Popcorn e patatine (1985)
- Uno scugnizzo a New York (1984)
- L'ammiratrice (1983)
- La discoteca (1983)
- Un jeans e una maglietta (1983)
- Lo studente (1983)
- L'Ave Maria (1982)
- Giuramento (1982)
- Tradimento (1982)
- Celebrità (1981)

## Дискографија
- Tra terra e stelle (2012)
- Jammo jà (2010)
- D'Angelo cantabruni (2008)
- Gioia Nova (2007)
- Il ragu' con la guerra (2005)
- Senza giacca e cravatta (2004) – Romanian only release[13]
- 'O schiavo 'e 'o rre (2003)
- La festa (2002)
- Terranera (2001)
- Stella 'e matina (1999)
- A 'nu passo d"a città (1997)
- A neve 'e 'o sole (1995)
- Musicammore (1994)
- ...Tiempo (1993)
- Bravo ragazzo (1992)
- ...e la vita continua (1991)
- Amo l'estate (1990)
- Inseparabili (1989)
- Il cammino dell'amore (1988)
- Le canzoni che cantava mammà (1988)
- Cose di cuore (1987)
- Fotografando l'amore (1986)
- Cantautore (1986)
- Eccomi qua (1985)
- Nino D'Angelo (1984)
- Forza campione (1983)
- Sotto 'e stelle (1983)
- Un jeans 'e 'na maglietta (1982)
- Le due facce di Nino D'Angelo:Storia – Core 'e papà (1982)
- 'A discoteca (1981)
- Celebrità (1980)
- 'A parturente (1979)
- Nino D'Angelo vol.3 (1978)
- Nino D'Angelo vol.2 (1977)
- 'A storia mia ('O Scippo) (1976)